# Finale de la Ligue Europa 2021-2022
La finale de la Ligue Europa 2021-2022 est la 51e finale de la Ligue Europa. Cette rencontre a lieu le 18 mai 2022 au stade Ramón Sánchez Pizjuán, à Séville, en Espagne. Séville devait accueillir la finale de la Ligue Europa 2020-2021 mais un report d'un an a été décidé à la suite de la délocalisation de la finale de l'édition précédente.
Cette finale oppose l'équipe allemande de l'Eintracht Francfort à l'équipe écossaise des Rangers.
Le vainqueur est qualifié pour la Supercoupe de l'UEFA 2022 ainsi que pour la phase de groupes de la Ligue des champions de l'UEFA 2022-2023.

## Équipes
Les deux équipes disputent à cette occasion leur deuxième finale dans la compétition ; l'Eintracht Francfort s'étant imposé en 1980 contre le Borussia Mönchengladbach tandis que les Rangers se sont inclinés en 2008 face au Zénith Saint-Pétersbourg.
Il s'agit pour Francfort de sa troisième finale européenne en comptant la finale de Coupe des clubs champions perdue en 1960 face au Real Madrid. Les Rangers accèdent pour leur part à leur cinquième finale continentale, les trois autres concernant la Coupe des coupes que les Écossais ont remportée en 1972 face au Dynamo Moscou pour deux défaites en 1961 contre la Fiorentina et en 1967 contre le Bayern Munich.
Dans le tableau suivant, les finales jusqu'en 2009 sont de l'ère de la Coupe UEFA et depuis 2010 de l'ère de la Ligue Europa.
| Équipe              | Précédentes apparitions en finale (en gras celles remportés) |
| ------------------- | ------------------------------------------------------------ |
| Eintracht Francfort | 1 (1980)                                                     |
| Rangers FC          | 1 (2008)                                                     |

## Désignation de la ville organisatrice de la finale
Une procédure de candidature est mise en place par l'UEFA pour l'obtention de la finale.
Trois pays déclarent leur intérêt avant le 26 octobre 2018 (l'Autriche, la Géorgie et l'Espagne). Seuls deux pays confirment leur candidature avant la date limite du 15 février 2019.
| Association | Stade                       | Ville    | Capacité |
| ----------- | --------------------------- | -------- | -------- |
| Espagne     | Stade Ramón-Sánchez-Pizjuán | Séville  | 43 883   |
| Géorgie     | Stade Boris-Paichadze       | Tbilissi | 54 000   |

Le stade Ramón-Sánchez-Pizjuán est initialement choisi par le Comité exécutif de l'UEFA le 24 septembre 2019 pour organiser la finale de la Ligue Europa 2020-2021. Cependant, à la suite des perturbations causées par la pandémie de Covid-19 dans le calendrier de la saison 2019-2020, la rencontre est finalement déplacée à l'Arena Bałtycka de Gdańsk tandis que Séville accueille la finale de l'édition 2021-2022,.

## Parcours des finalistes
Note : dans les résultats ci-dessous, le score du finaliste est toujours donné en premier (D : domicile ; E : extérieur).
| Rang | Équipe              | Pts | J | G | N | P | Bp | Bc | Diff |
| ---- | ------------------- | --- | - | - | - | - | -- | -- | ---- |
| 1    | Eintracht Francfort | 12  | 6 | 3 | 3 | 0 | 10 | 6  | +4   |
| 2    | Olympiakos          | 9   | 6 | 3 | 0 | 3 | 8  | 7  | +1   |
| 3    | Fenerbahçe SK       | 6   | 6 | 1 | 3 | 2 | 7  | 8  | -1   |
| 4    | Royal Antwerp FC    | 5   | 6 | 1 | 2 | 3 | 6  | 10 | -4   |

| Rang | Équipe             | Pts | J | G | N | P | Bp | Bc | Diff |
| ---- | ------------------ | --- | - | - | - | - | -- | -- | ---- |
| 1    | Olympique lyonnais | 16  | 6 | 5 | 1 | 0 | 16 | 5  | +11  |
| 2    | Rangers FC         | 8   | 6 | 2 | 2 | 2 | 6  | 5  | +1   |
| 3    | Sparta Prague      | 7   | 6 | 2 | 1 | 3 | 6  | 9  | -3   |
| 4    | Brøndby IF         | 2   | 6 | 0 | 2 | 4 | 2  | 11 | -9   |

## Match
| Francfort ·    |                     |      |
| Titulaires :   |                     |      |
|                |                     |      |
| 01             | Kevin Trapp         |      |
| 02             | Evan Ndicka         | 100e |
| 18             | Almamy Touré        |      |
| 35             | Tuta                | 58e  |
| 10             | Filip Kostić        |      |
| 17             | Sebastian Rode      | 90e  |
| 08             | Djibril Sow         | 106e |
| 36             | Ansgar Knauff       |      |
| 15             | Daichi Kamada       |      |
| 29             | Jesper Lindstrøm    | 70e  |
| 19             | Rafael Santos Borré |      |
|                |                     |      |
| Remplaçants :  |                     |      |
| 31             | Jens Grahl          |      |
| 22             | Timothy Chandler    |      |
| 24             | Danny da Costa      |      |
| 25             | Christopher Lenz    | 100e |
| 06             | Kristijan Jakić     | 90e  |
| 07             | Ajdin Hrustic       | 106e |
| 09             | Sam Lammers         |      |
| 20             | Makoto Hasebe       | 58e  |
| 21             | Ragnar Ache         |      |
| 23             | Jens Petter Hauge   | 70e  |
| 27             | Aymen Barkok        |      |
| 39             | Gonçalo Paciência   |      |
|                |                     |      |
| Entraîneur :   |                     |      |
| Oliver Glasner |                     |      |

| Rangers ·                |                 |          |
| Titulaires :             |                 |          |
|                          |                 |          |
| 01                       | Allan McGregor  |          |
| 31                       | Borna Barišić   | 117e     |
| 03                       | Calvin Bassey   |          |
| 06                       | Connor Goldson  |          |
| 02                       | James Tavernier |          |
| 04                       | John Lundstram  |          |
| 08                       | Ryan Jack       | 74e      |
| 18                       | Glen Kamara     | 91e      |
| 23                       | Scott Wright    | 74e      |
| 14                       | Ryan Kent       |          |
| 17                       | Joe Aribo       | 101e     |
|                          |                 |          |
| Remplaçants :            |                 |          |
| 28                       | Robby McCrorie  |          |
| 33                       | Jon McLaughlin  |          |
| 26                       | Leon Balogun    |          |
| 43                       | Leon King       |          |
| 09                       | Amad Diallo     |          |
| 10                       | Steven Davis    | 74e      |
| 16                       | Aaron Ramsey    | 117e     |
| 19                       | James Sands     | 101e     |
| 25                       | Kemar Roofe     | 117e     |
| 51                       | Alex Lowry      |          |
| 37                       | Scott Arfield   | 91e      |
| 30                       | Fashion Sakala  | 74e 117e |
|                          |                 |          |
| Entraîneur :             |                 |          |
| Giovanni van Bronckhorst |                 |          |

| Francfort ·    |                     |      |
| Titulaires :   |                     |      |
|                |                     |      |
| 01             | Kevin Trapp         |      |
| 02             | Evan Ndicka         | 100e |
| 18             | Almamy Touré        |      |
| 35             | Tuta                | 58e  |
| 10             | Filip Kostić        |      |
| 17             | Sebastian Rode      | 90e  |
| 08             | Djibril Sow         | 106e |
| 36             | Ansgar Knauff       |      |
| 15             | Daichi Kamada       |      |
| 29             | Jesper Lindstrøm    | 70e  |
| 19             | Rafael Santos Borré |      |
|                |                     |      |
| Remplaçants :  |                     |      |
| 31             | Jens Grahl          |      |
| 22             | Timothy Chandler    |      |
| 24             | Danny da Costa      |      |
| 25             | Christopher Lenz    | 100e |
| 06             | Kristijan Jakić     | 90e  |
| 07             | Ajdin Hrustic       | 106e |
| 09             | Sam Lammers         |      |
| 20             | Makoto Hasebe       | 58e  |
| 21             | Ragnar Ache         |      |
| 23             | Jens Petter Hauge   | 70e  |
| 27             | Aymen Barkok        |      |
| 39             | Gonçalo Paciência   |      |
|                |                     |      |
| Entraîneur :   |                     |      |
| Oliver Glasner |                     |      |

| Rangers ·                |                 |          |
| Titulaires :             |                 |          |
|                          |                 |          |
| 01                       | Allan McGregor  |          |
| 31                       | Borna Barišić   | 117e     |
| 03                       | Calvin Bassey   |          |
| 06                       | Connor Goldson  |          |
| 02                       | James Tavernier |          |
| 04                       | John Lundstram  |          |
| 08                       | Ryan Jack       | 74e      |
| 18                       | Glen Kamara     | 91e      |
| 23                       | Scott Wright    | 74e      |
| 14                       | Ryan Kent       |          |
| 17                       | Joe Aribo       | 101e     |
|                          |                 |          |
| Remplaçants :            |                 |          |
| 28                       | Robby McCrorie  |          |
| 33                       | Jon McLaughlin  |          |
| 26                       | Leon Balogun    |          |
| 43                       | Leon King       |          |
| 09                       | Amad Diallo     |          |
| 10                       | Steven Davis    | 74e      |
| 16                       | Aaron Ramsey    | 117e     |
| 19                       | James Sands     | 101e     |
| 25                       | Kemar Roofe     | 117e     |
| 51                       | Alex Lowry      |          |
| 37                       | Scott Arfield   | 91e      |
| 30                       | Fashion Sakala  | 74e 117e |
|                          |                 |          |
| Entraîneur :             |                 |          |
| Giovanni van Bronckhorst |                 |          |